# Pro Cycling Manager 2011
Pro Cycling Manager 2011 è un videogioco di ciclismo, sviluppato da Cyanide e pubblicato da Focus Home Interactive, distribuito a partire dal 13 giugno 2011.
È l'undicesimo titolo della serie Pro Cycling Manager. Inoltre è stato distribuito anche un secondo gioco per console (PlayStation 3 e Xbox 360), chiamato Le Tour de France, ispirato alla versione per PC.